# Antonín Klobouk
Antonín Klobouk (18. září 1885 Velký Týnec u Olomouce – 12. listopadu 1956 Brno) byl profesor buiatriky Vysoké školy zvěrolékařské v Brně a výzkumníkem v oblasti imunologie, vyvinul vakcínu proti nakažlivé obrně prasat (tzv. Těšínská choroba).

## Život
Po absolvování Slovanského gymnázia v Olomouci odešel studovat veterinární medicínu do Vídně na tehdejší K. u. k. Tierärztliche Hochschule. Po promoci působil od roku 1912 v Ústavu pro výrobu očkovacích látek v Mödlingu u Vídně, kde získal cenné zkušenosti z imunologie a virologie. Po vzniku Československa se stal přednášejícím na nově vzniklé Vysoké školy zvěrolékařské v Brně. V roce 1919 byl jmenován přednostou kliniky buiatricko-porodnické. Ve 30. a 40. letech se intenzivně zapojil do hledání preventivních opatření proti distomatóze. Za války dokončil vývoj vakcíny použitelné v boji proti tzv. Těšínské nemoci (po válce též někdy nazývána Kloboukova nemoc). V letech 1946–1949 byl rektorem brněnské Vysoké školy zvěrolékařské.

## Nejvýznamnější publikace
- Klobouk A. (1914) Příspěvky k serologické diagnose infekčního abortu u krav. Zvěrolékařský obzor, roč. 1914, čís. 9
- Klobouk A. (1933): Etiologie takzvané Těšínské nemoci – Encephalomyelitis enzootica suum. Zvěrolékařské rozpravy, VII, 85
- Klobouk A. (1935): Aktivní imunizace proti Těšínské nemoci. Zvěrolékařské rozpravy, IX, 14, 217–218.